# Kommissarie Snok
Kommissarie Snok (italiensk originaltitel: Le incredibili indagini dell'ispettore Nasy) är en italiensk tecknad TV-serie från 1980, i regi av Marco Pagot. 
TV-serien handlar om kommissarie Snok som utreder olika kriminalfall, ofta mord. Serien producerades i 52 avsnitt, vart och ett cirka 9 minuter långt.
Serien har visats i SVT under både 1980- och 1990-talet.